# Военно-исторический музей «Кремёнки»
Военно-исторический музей «Кремёнки» — музей-мемориал в городе Кремёнки, Калужской области.
Посвящён подвигу бойцов Советской Армии, защитившим Москву во время Великой Отечественной войны. Здесь с октября по декабрь 1941 года на рубеже обороны Дракино-Кремёнки-Павловка насмерть стояли бойцы 49-й армии под командованием генерал-лейтенанта И. Г. Захаркина. Более 18 тысяч советских воинов остались лежать на этом рубеже. Отсюда началось победоносное шествие 49-й Армии на Запад. Музей является филиалом Калужского объединённого музея-заповедника.

## О музее

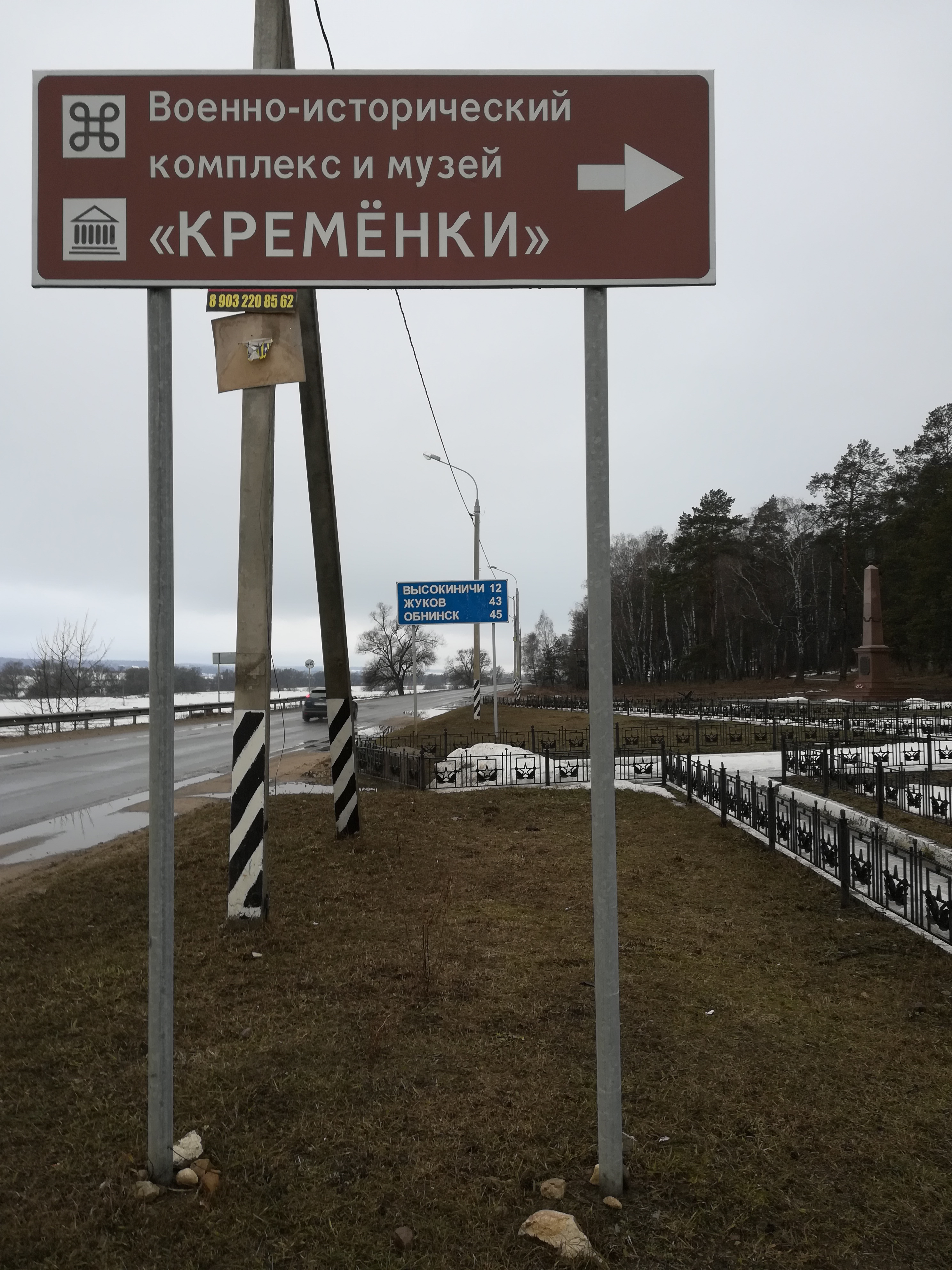

В память о более чем 18 тысячах советских воинов, погибших на Кремёнковском рубеже, 9 мая 1968 года на живописном кремёнковском холме у шоссе Серпухов—Балабаново была сооружена стела, на которой написаны слова: «Пройдут годы, столетия, но вечно останется в сердце народа память о тех, кто дал миру — мир, земле — покой, людям — счастье».
В 1975 году рядом со стелой был открыт музей, в специально построенном для него здании, являющемся частью архитектурного ансамбля мемориала. Авторы — Л. Лимье, Ю. Абрамов, Н. Лисицын.
За время существования в музее сформировалось собрание предметов, принадлежавших воинам 49-й армии под командованием генерал-лейтенанта И. Г. Захаркина, разведчикам и участникам партизанских отрядов, действовавших на территории Жуковского района в годы Великой Отечественной войны: ордена, медали, обмундирование, оружие, личные вещи, фото- и документальные материалы.
В 2020 году к 75-летию Победы была проведена масштабная реэкспозиция музея: на основе архивных материалов изготовлена объёмная инсталляция «Командный пункт 49-й армии», создан ландшафтный макет «Линия обороны д. Троицкое — село Кремёнки», открыт Мемориальный зал, в котором на световых панелях размещены более 300 фотографий воинов. На экранах демонстрируются видеоролики, содержащие фамилии 3,5 тысяч погибших и хронику боёв.